# 罗马尼亚王家空军

羅馬尼亞王家空軍徽章

罗马尼亚王家空军是第二次世界大战期间的羅馬尼亞王國军队的空中力量。罗马尼亚王家空军负责为地面部队提供支援，执行偵察、空袭等任务。八二三武装起义后，罗马尼亚转而反对轴心国，罗马尼亚王家空军与蘇聯空軍结盟，罗马尼亚王家空军飛往特兰西瓦尼亚和斯洛伐克与納粹德國和匈牙利王国军队作战。